# 인유두종 바이러스 감염

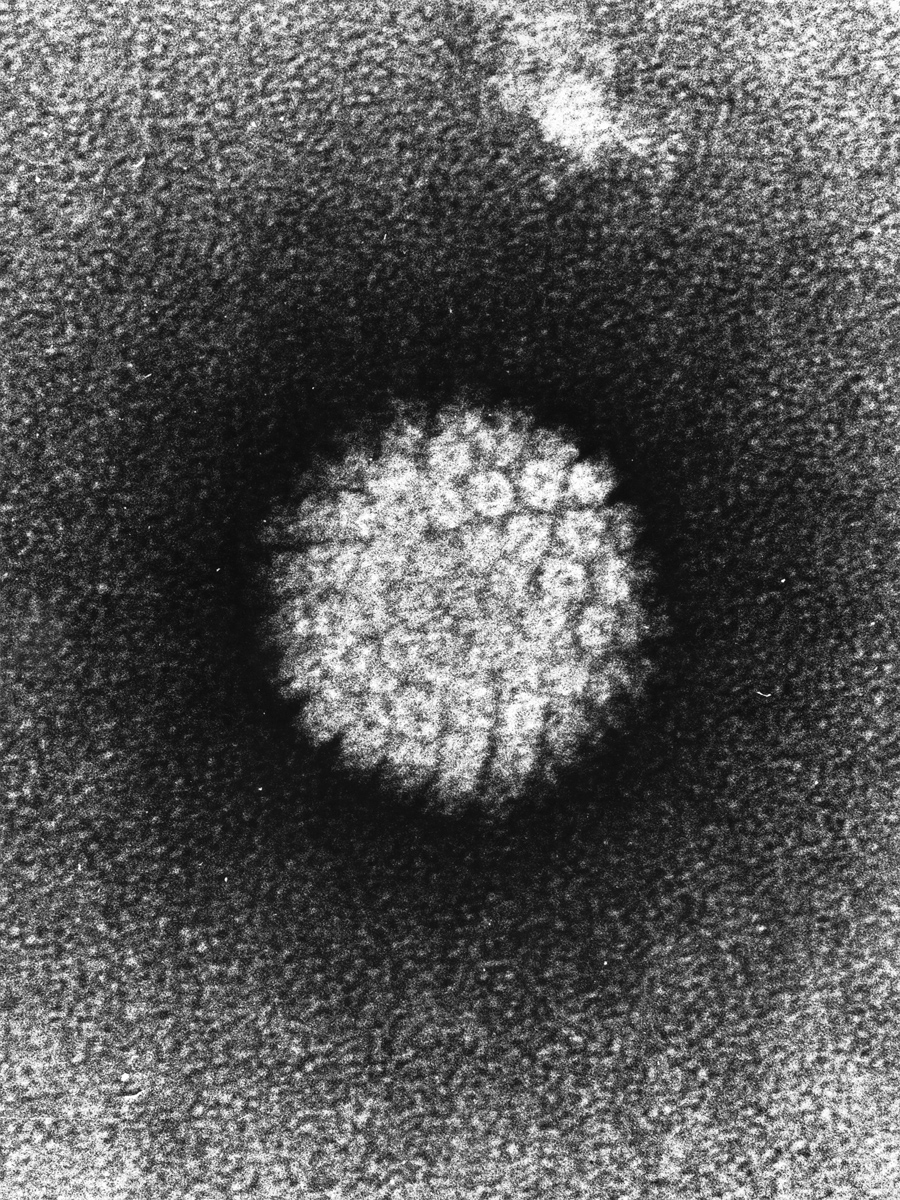

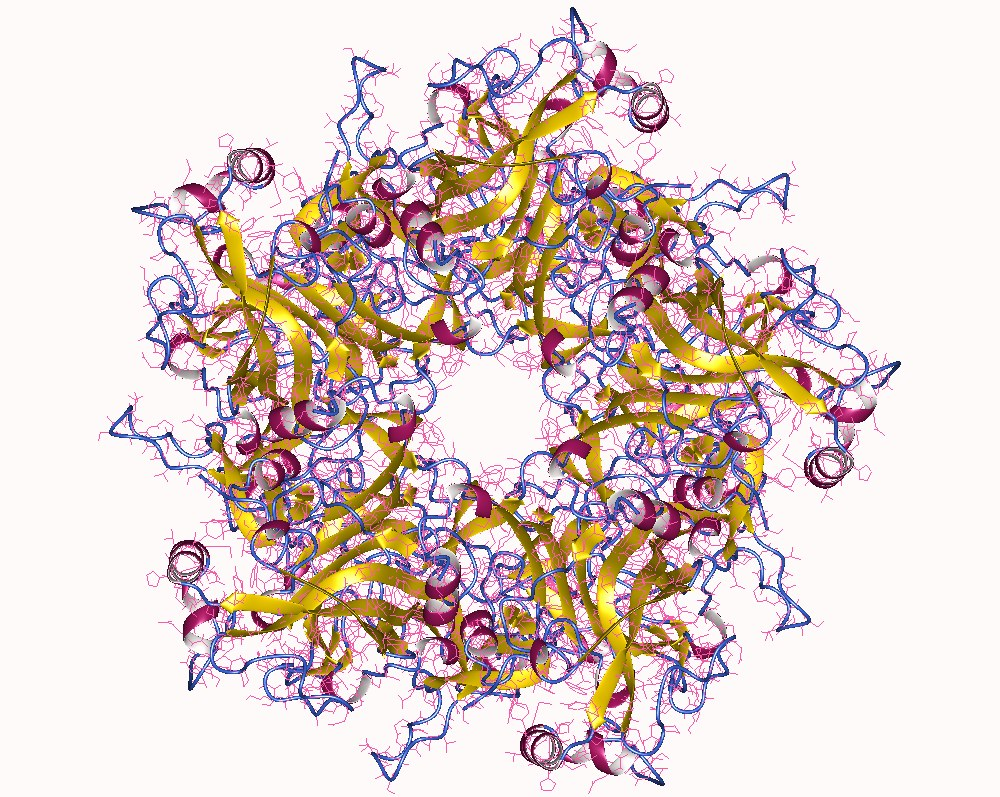
HPV 11의 주요 캡시드 단백질 L1

인유두종 바이러스 감염(HPV 감염)은 Papillomaviridae과의 DNA 바이러스에 의해 발생한다. 많은 HPV 감염은 증상을 일으키지 않으며 90%는 2년 이내에 자발적으로 해결된다. 그러나 어떤 경우에는 HPV 감염이 지속되어 사마귀 또는 전암성 병변을 초래한다. 이러한 병변은 영향을 받는 부위에 따라 자궁 경부암, 외음부암, 질암, 항문암, 입, 편도선 또는 인후암의 위험을 증가시킨다. 거의 모든 자궁 경부암은 HPV에 의한 것이다.(HPV 16번과 18번의 두 가지 균주가 사례의 70 %를 차지함) HPV 16번은 HPV 양성 구강 인두암의 거의 90%를 차지한다. 위에 나열된 다른 암의 60~90%도 HPV와 관련이 있다. HPV 6번와 HPV 11번은 생식기 사마귀와 후두 유두종양의 일반적인 원인이다.
HPV 감염은 유두종 바이러스 계열의 DNA 바이러스인 인유두종 바이러스에 의해 발생한다. 170가지 이상의 유형이 설명되었는데, 그 중 40종 이상이 성접촉을 통해 전파돼 항문과 생식기를 감염시킬 수 있다. 성병에 의한 지속적 감염의 위험인자로는 첫 성관계의 초기 연령, 여러 성적 파트너, 흡연 및 면역 기능 저하 등이 포함된다. 이러한 유형은 일반적으로 지속적인 피부 대 피부의 접촉에 의해 전파되며, 질과 항문 성교가 가장 일반적이다. 또한, HPV는 임신 중에 수직감염의 위험이 있다. HPV가 변기와 같은 일반적인 항목을 통해 퍼질 수 있다는 증거는 없지만, 사마귀를 일으키는 유형은 바닥과 같은 표면을 통해 퍼질 수 있다. 활성 생식기 HPV를 가진 환자들은 손가락 끝에 HPV DNA가 있는 것으로 나타났다. 또한, HPV는 일반적인 손 소독제 및 소독제에 의해 죽지 않기 때문에 바이러스가 fomites를 통해 전염 될 가능성이 높아진다. 개인은 하나 이상의 유형의 HPV에 감염될 수 있다. HPV는 인간에게만 영향을 미치는 것으로 알려져 있다.
HPV 백신은 가장 흔한 종류의 감염을 예방할 수 있다.[4] 가장 효과적인 예방접종은 성행위가 시작되기 전에 이루어져야 하며, 따라서 9-13세 사이에 접종하는 것이 좋다. 팹 테스트와 같은 자궁 경부암 검진 또는 아세트산을 바른 후 자궁경부 검사를 통해 조기 암과 암으로 발전할 수 있는 비정상적인 세포를 모두 발견할 수 있다. 선별 검사는 더 나은 결과를 초래하는 조기 치료를 허용한다. 선별검사를 통해 자궁 경부암으로 인한 사례 수와 사망자 수를 모두 줄였다. 생식기 사마귀는 얼려서 제거 할 수 있다. 많은 HPV 감염은 증상을 일으키지 않으며 90%는 2년 이내에 자발적으로 해결된다.
거의 모든 사람들은 삶의 어느 시점에 HPV에 감염된다. HPV는 세계적으로 가장 흔한 성병(STI)이다. 2018년 기준으로 전 세계적으로 569,000명의 자궁경부암 환자가 발생했으며 311,000명이 사망했다. 이러한 자궁경부암의 약 85%는 저소득 및 중산층 국가에서 발생했다. 미국에서는 매년 약 3만 700건의 HPV로 인한 암 환자가 발생한다. 대략 성인의 1%가 생식기 사마귀가 있다. 피부 사마귀의 사례는 고대 그리스 시대부터 기술되어 왔지만, 바이러스에 의해 발생한다는 사실은 1907년까지 밝혀지지 않았다.

## 징후 및 증상
HPV-5와 같은 일부 HPV 유형은 어떠한 임상 증상도 나타내지 않고 개인의 평생 동안 지속되는 감염을 확립할 수 있다. HPV 타입 1과 2는 일부 감염된 사람에게 흔한 사마귀의 원인이 될 수 있다. HPV 타입 6과 11은 생식기 사마귀와 후두 유두종을 일으킬 수 있다.
많은 HPV 타입은 발암성을 가지고 있다. 아래 표에는 HPV 감염의 일반적인 증상과 HPV의 관련 변종이 나열되어 있다.
| 질병                  | HPV형 |
| --------------------- | --- |
| 일반적인(공통) 사마귀 | 2, 7, 22 |
| 발바닥 사마귀         | 1, 2, 4, 63 |
| 편평 사마귀           | 3, 10, 28 |
| 성기 곤지름           | 6, 11, 42, 44와 그 외에 다른 것들                                                                                     |
| 항문 사마귀           | 16, 18, 31, 53, 58 |
| 생식기암              | 최고 위험: [20] 16, 18, 31, 45 기타 고위험군: 33, 35, 39, 51, 52, 56, 58, 59 고위험일 수 있음: 26, 53, 66, 68, 73, 82 |
| 트리맨 증후군         | 15종 이상 |
| 국소 상피 과형성      | 13, 32 |
| 구강 유두종           | 6, 7, 11, 16, 32 |
| 구강 인두암           | 16 |
| 베루쿠스 낭종         | 60 |
| 후두 유두종           | 6, 11 |

### 사마귀

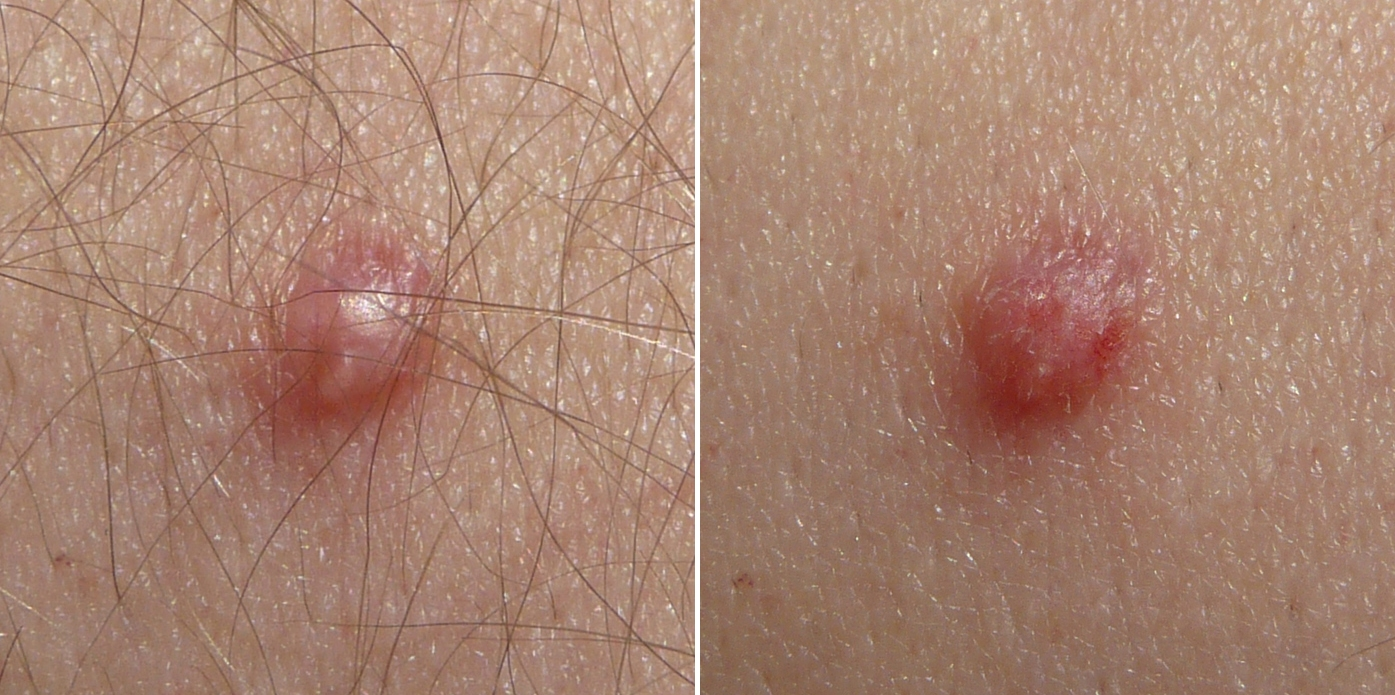
유두종

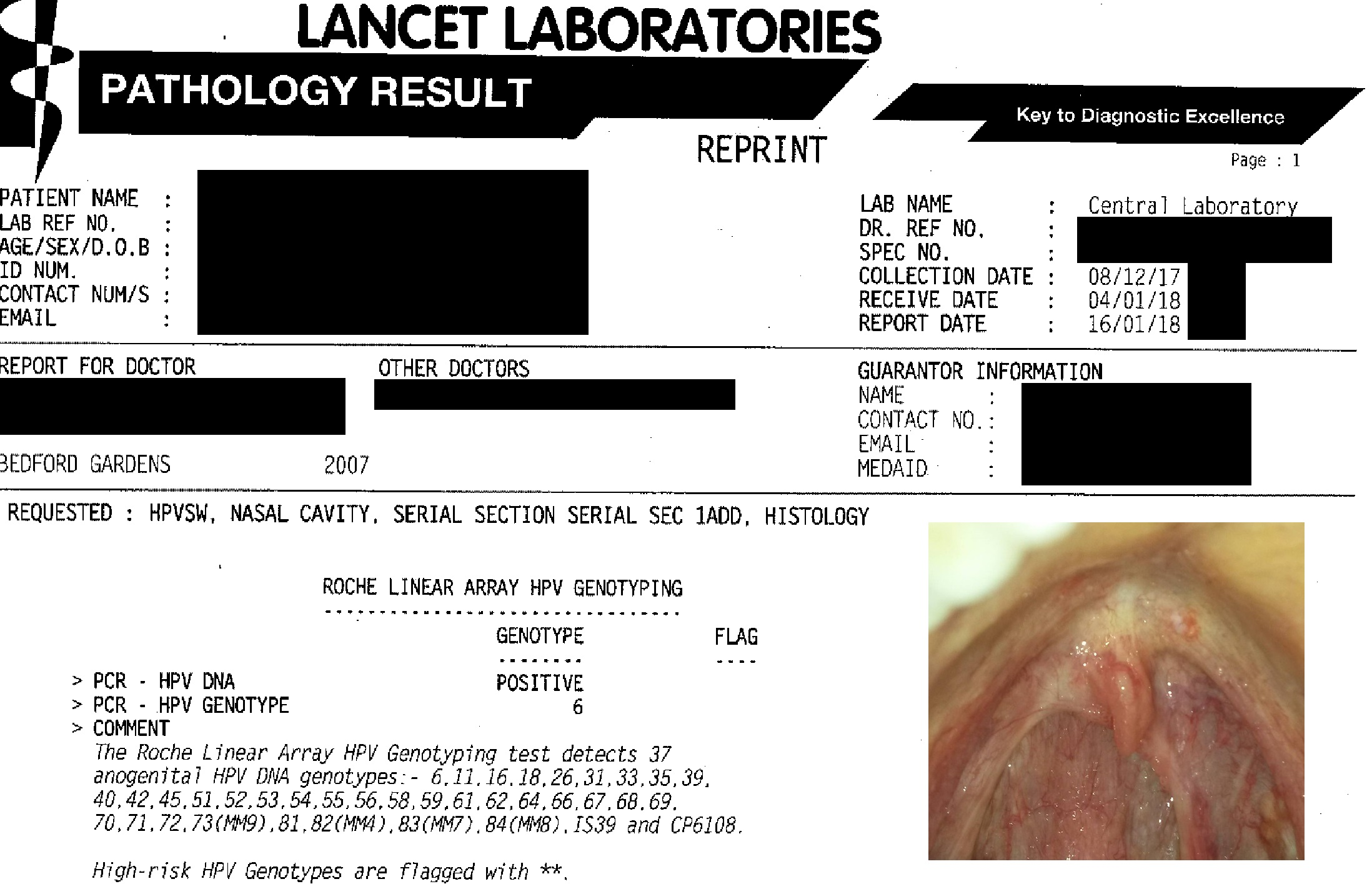
실험실의 HPV 유전자형에 대한 샘플 DNA 테스트 보고서

HPV에 의한 "피부" 감염은 매우 광범위하다. HPV에 의한 피부 감염은 사마귀라고 불리는 비암성 피부 성장을 일으킬 수 있다. 사마귀는 피부의 바깥 층에 있는 세포의 급속한 성장에 의해 발생한다. 고대 그리스 시대부터 사마귀의 사례가 기술되어 왔지만, 사마귀의 바이러스 원인은 1907년까지 알려지지 않았다.
피부 사마귀는 유년기에 가장 흔하며, 일반적으로 몇 주에서 몇 달에 걸쳐 자발적으로 나타나고 사라진다. 이런 반복적인 피부 사마귀는 흔하게 나타난다. 모든 HPV는 피부에 존재하는 적은 수의 줄기세포에서 장기적인 "잠재적(잠복적)" 감염을 확립할 수 있는 것으로 여겨진다. 이러한 잠재적 감염은 완전히 회복되지 않을 수 있지만, 면역학적 조절에 의하여 사마귀와 같은 증상의 출현을 막는다고 생각된다. 면역학적 조절은 HPV 유형에 따라 다르며, 다른 유형의 HPV에 민감하게 반응하는 동안 한 가지 HPV 유형에 대해 내성을 가질 수 있다는 것을 의미한다.
사마귀의 종류는 다음과 같다.
- 일반적인 사마귀는 보통 손과 발에서 발견되지만, 팔꿈치나 무릎과 같은 다른 부위에서도 발생할 수 있다. 보통 사마귀는 콜리플라워와 같은 독특한 표면을 가지고 있으며, 일반적으로 주변 피부 위로 약간 올라와 있다. 피부 HPV 유형은 생식기 사마귀의 원인이 될 수 있지만 암의 발생과 관련이 없다.
- 발바닥 사마귀(영어판)는 발바닥에서 발견되며, 안쪽으로 자라 일반적으로 걸을 때 통증을 유발한다.
- 턱이나 손톱 밑 사마귀는 손톱(또는 턱) 밑이나 손톱 주변, 손과 턱의 큐티클 부위에 생긴다. 다른 부위에서 나는 사마귀보다 치료하기가 더 어렵다.
- 편평 사마귀(영어판)는 팔, 얼굴, 이마에서 가장 흔하게 발견된다. 일반적인 사마귀와 마찬가지로 편평한 사마귀는 어린이와 청소년에게 가장 자주 발생한다. 정상적인 면역기능을 가진 사람들에게 편평한 사마귀는 암의 발생과 관련이 없다.

일반 사마귀, 편평 사마귀, 발바닥 사마귀는 사람에서 사람으로 전파될 가능성이 훨씬 적다.

#### 생식기 사마귀
생식기 부위 피부의 HPV 감염은 세계적으로 가장 흔한 성병 감염이다. 이러한 감염은 생식기 또는 항문 사마귀(의학적으로는 콘딜로마타 아큐미나타 또는 성병 사마귀)와 관련이 있으며, 이러한 사마귀는 생식기 HPV 감염의 가장 쉽게 인식되는 징후이다.

생식기 사마귀의 원인이 될 수 있는 HPV의 변종은 보통 손이나 발, 허벅지 안쪽과 같은 신체의 부위에 나는 사마귀의 종류와는 다르다. 다양한 HPV의 유형이 생식기 사마귀의 원인이 될 수 있지만, 6형과 11형은 함께 모든 사례의 약 90%를 차지한다. 그러나 총 40종 이상의 HPV가 성적 접촉을 통해 전파되며 항문과 생식기 피부를 감염시킬 수 있다. 이러한 감염은 생식기 사마귀의 원인이 될 수 있지만, 증상이 없을 수도 있다.

대부분의 생식기 HPV 감염은 어떠한 명백한 증상도 일으키지 않으며 몇 달 안에 면역 체계에 의해 치료된다. 게다가, 사람들은 감염이 됐다는 명백한 증상을 보이지 않더라도 다른 사람들에게 바이러스를 옮길 수 있다. 대부분의 사람들은 인생의 어느 시점에 생식기 HPV 감염에 걸리며, 현재 약 10%의 여성이 감염되어 있다. 개인이 성행위를 하기 시작하는 나이에 생식기 HPV 감염이 크게 증가한다. 피부 HPV와 마찬가지로 생식기 HPV에 대한 면역은 HPV의 특정 균주에 특이적인 것으로 여겨진다.

#### 후두유두종증
생식기 사마귀 외에도 HPV 6번과 11번에 의한 감염은 사마귀가 후두나 호흡기의 다른 부위에 형성되는 반복적인 후두 유두종양으로 알려진 희귀한 상태를 유발할 수 있다. 이러한 사마귀는 자주 재발할 수 있고, 호흡을 방해할 수 있으며, 극히 드문 경우 암으로 진행될 수 있다. 이러한 이유로 사마귀 제거하기 위한 반복적인 수술이 바람직할 수 있다.

### 암
바이러스 유형

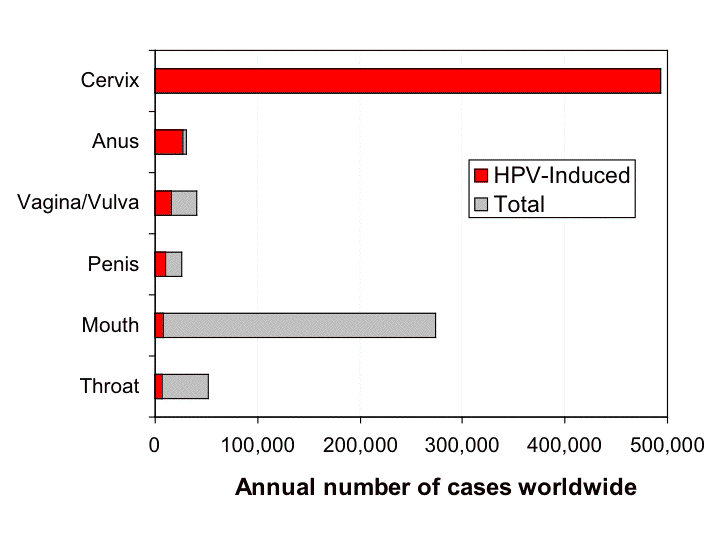
HPV를 유발하는 암

지속적인 감염이 구강인두, 후두, 외음부, 질, 자궁경부, 음경, 항문과 관련이 있기 때문에 약 12개의 HPV 유형(타입 16, 18, 31, 45 포함)을 고위험형이라고 부른다. 이러한 암은 모두 HPV의 성병 감염을 층상 상피 조직으로 전염시킨다. HPV와 HIV에 감염된 사람은 자궁경부암이나 항문암에 걸릴 위험이 증가한다. HPV 타입 16은 암을 유발할 가능성이 가장 높은 변종으로 모든 자궁경부암의 약 47%와 많은 질암과 외음부암, 음경암, 항문암, 머리와 목의 암에 존재한다.

사례 통계
2002년에는 전 세계적으로 561,200건의 새로운 암 발병 사례(모든 새로운 암의 5.2%)가 HPV에 기인하여, HPV를 암의 가장 중요한 감염 원인 중 하나로 만들었다. HPV 관련 암은 전 세계적으로 진단된 총 암 사례의 5% 이상을 차지하며, 이 발병률은 매년 거의 50만 건의 사례를 발생시키는 것으로 추정되는 개발도상국에서 더 높다.

#### 피부 편평세포암
연구에서는 광범위하게 HPV 유형과 피부의 편평상피세포암 사이의 연관성을 보여주었다. 체외 연구에 따르면, HPV 바이러스의 E6 단백질이 자외선에 의해 유도되는 아포토시스를 억제할 수 있다.

#### 자궁경부암
거의 모든 자궁 경부암의 사례는 HPV 감염과 관련이 있으며, HPV의 16번과 18번, 두 가지 유형이 70%에 달한다. 2012년 국제 암 연구 기관에 의해 자궁경부암의 발암물질로 간주된 HPV는 16, 18, 31, 33, 35, 39, 45, 51, 52, 56, 58, 59형이다. HPV는 자궁경부암이 발생하는데 필수적이며, 지속적인 HPV 감염은 자궁경부암 발생 위험을 증가시킨다. HIV / AIDS에 걸린 여성은 이러한 유형의 감염 발생률이 높으며 자궁경부암의 위험이 22배 증가한다.
자궁경부암에서 발암성 HPV 유형은 알파필로마바이러스속에 속하며 HPV 분류군으로 더 분류할 수 있다. 두 가지 주요 발암성은 HPV 분류군인 알파필로마바이러스-9(A9)와 알파필로마바이러스-7(A7)이며, 각각 HPV 16번과 HPV 18번을 포함하고 있다. 이 두 가지 HPV 클래드는 종양 분자 특성과 환자 예후에 서로 다른 영향을 미치는 것으로 나타났으며, A7 클래드는 보다 공격적인 경로와 예후 저하와 관련이 있었다.
대부분의 HPV 감염은 면역 체계에 의해 빠르게 제거되고 자궁경부암으로 진행되지 않는다. 정상적인 자궁경부세포를 암세포로 전환하는 과정이 느리기 때문에 보통 10년 이상(영구 감염) HPV에 장기간 감염된 사람에게 암이 발생한다. 또한, HPV 감염과 자궁경부암은 대사 경로와 관련된 효소의 비정상적인 조절과 상관관계가 있을 수 있는 대사 변형을 유발한다.
비유럽적(NE) HPV16 변종은 유럽적(E) HPV16 변종보다 발암성이 훨씬 높다.

#### 항문암
연구는 HPV 감염과 항문암 사이의 연관성을 보여준다. 성적으로 전염되는 HPV는 항문암의 많은 비율에서 발견된다. 게다가, 항문암의 위험은 고위험 HPV에 감염된 HIV 양성자 개인들 사이에서 17-31배, 특히 남성과 성관계를 가진 HIV 양성자 남성들에서는 80배 더 높다.

항문암에 대한 항문 파프 검진은 항문 성교를 하는 일부 남성이나 여성에게 도움이 될 수 있다. 그러나 그러한 선별검사가 유익하거나 누가 항문 파프 검진을 받아야 하는지에 대한 것은 존재하지 않는다.

#### 음경암
HPV는 음경암의 약 50%와 관련이 있다. 미국에서 음경암은 남성 전체 암 사례의 약 0.5%를 차지한다. HPV16은 가장 일반적으로 검출된 유형이다. 음경암의 위험은 HPV뿐만 아니라 HIV에 감염된 개인에게 2-3배 증가한다.

#### 두경부암
고위험 발암성 HPV 유형(가장 일반적으로 HPV 16)에 의한 경구 감염은 두경부암이 증가하는 것과 관련이 있다. 이는 담배 및 알코올 사용과는 무관하다.

HPV는 전 세계적으로 구강 및 상후두암(신인두암)의 약 25%를 차지하지만, 그 지역 비율은 미국의 70%에서 브라질의 4%까지 다양하다. HPV에 감염된 파트너와 항문 또는 구강 성교를 하는 것은 이러한 유형의 암에 걸릴 위험을 증가시킬 수 있다.

미국에서는 새로 진단된 HPV 관련 두경부암 발병 건수가 자궁경부암 발병 건수를 앞질렀다. 이러한 암의 발병률은 1988년 인구 10만명당 추정치 0.8명에서 2012년 인구 10만명당 4.5명으로 증가했으며, 2015년 현재 그 비율은 계속 증가하고 있다. 연구원들은 이러한 최근의 데이터를 구강 성관계의 증가로 설명한다. 이런 종류의 암은 여성보다 남성에게서 더 흔하다.

HPV 양성 및 HPV 음성 두경부암의 돌연변이 개요가 보고되었으며, 이는 그것들이 근본적으로 별개의 질병임을 더욱 입증한다.

#### 폐암
일부 증거에서는 HPV가 상부 호흡기의 양성 및 악성 종양과 관련이 있다는 것을 보여준다. 국제 암 연구 기구는 폐암을 앓고 있는 사람들이 폐암을 가지고 있지 않은 사람들에 비해 몇 가지 고위험 형태의 HPV 항체를 가지고 있을 가능성이 훨씬 더 높다는 것을 발견했다. 폐암 환자 1,633명, 폐질환이 없는 2,729명 중 HPV를 찾는 연구진은 폐암에 걸린 사람이 걸리지 않은 환자보다 HPV의 종류가 더 많았으며, 폐암 환자 중에서는 8종의 중증 HPV를 가질 확률이 크게 높아진 것으로 나타났다. 또한 면역 조직 화학 및 시험관내 연구에 의한 HPV 구조 단백질의 발현은 기관지암과 그 전구체 병변에서 HPV의 존재를 시사한다. 또 다른 연구에서는 환자의 호흡 응축액, 기관지 칫솔질 및 신생물성 폐 조직에서 HPV를 검출했으며, 비소세포 폐암에 영향을 받은 피험자의 16.4%에서 HPV 감염의 존재를 발견했지만 대조군 중 어느 것도 발견하지 못했다. 보고된 폐암의 평균 HPV 빈도는 유럽과 아메리카에서 각각 17%, 15%였으며, 아시아 폐암 검체의 평균 HPV 수는 35.7%로 특정 국가 및 지역 간의 상당한 이질성을 보였다.

#### 피부암
매우 드문 경우지만, HPV는 면역력이 약한 사람에게 트리맨 증후군을 일으킬 수 있다. 면역체계에 의해 억제되지 않은 이 바이러스는 피부세포에 의한 케라틴의 과잉생산을 일으켜 사마귀나 피부 뿔을 닮은 병변을 일으켜 궁극적으로 피부암으로 변할 수 있지만, 그 발달과정에 대해서는 잘 이해되지 않고 있다. 트리맨 증후군(EV)와 관련된 HPV의 구체적인 유형은 HPV 5형, HPV 8형 및 HPV 14형이다.

## 원인

### 전염
전염성 성병인 HPV는 저위험군과 고위험군으로 나뉜다. 저위험 HPV는 생식기와 그 주변에 생기는 사마귀의 원인이 된다. HPV 6형·11형은 기도에 양성 종양을 일으키는 재발성 호흡기 유두종증의 원인이며, 생식기에 생기는 모든 사마귀 중 90% 정도를 유발한다. 약 12가지 유형으로 나뉘는 고위험 HPV는 암을 유발한다. 그중에서도 HPV 16·18형은 HPV로 인한 암의 대부분의 원인이 된다. 고위험 HPV는 전 세계 암 원인의 5%를 차지하고, 미국에서는 여성 암의 3%, 남성 암의 2%를 유발한다.
생식기 HPV 감염의 지속은 암 발병 위험을 증가시킨다. 감염 위험 요소로는 이른 나이에 맺는 성교, 다양한 사람과의 성교, 흡연 및 면역 억제 등이 있다. 생식기 HPV는 피부 간의 지속적인 접촉에 의해 전파되며 일반적으로 질, 항문 및 구강 성교를 통해 전염된다. 매우 드물지만 임신 중의 산모에게서 아이에게로 전염되는 경우도 있다. HPV는 기존의 살균 기술을 통해 제거하기 어렵고, 질에 사용하는 초음파 변환기와 같이 재사용 가능한 산부인과 장비를 사용하는 의료 환경에서 전염될 수 있다. HPV의 전염 가능 기간은 아직 알려지지 않았지만 적어도 병변이 보이는 한 지속되는 것으로 알려져 있다. 또한 치료되어 병변이 더 이상 보이지 않거나 존재하지 않더라도 전염성은 여전히 남아 있을 수 있다.

#### 주산기 감염
생식기 HPV 유형은 출산 시 모체로부터 아이에게 전염될 수 있지만, 신생아에게서 생식기 HPV 관련한 질병이 나타나는 경우는 드물다. 그러나 바이러스의 잠복기가 수십 년은 되는 것으로 증명되었기 때문에 증상이 없다고 해서 무증상·잠복 감염을 배제할 수는 없다. HPV 6형·11형의 주산기 감염은 소아기 재발성 후두유두종(Juvenile-onset recurrent respiratory papilomatosis, JORRP)으로 발전될 수 있다. JORRP는 매우 낮은 발병률을 보이는데, 예를 들면 미국에서의 발병률은 어린이 100,000명당 약 2명 정도의 비율이다. 비록 여성이 생식기 사마귀를 가진 상태에서 출산 시 JORRP의 발병 가능성이 상당이 높아지지만, 그럼에도 여전히 그 위험성은 1% 미만이다.

#### 생식기 감염
생식기 HPV 감염은 주로 이미 감염된 사람과의 생식기, 항문 또는 입의 접촉을 통해 전염된다.
알려진 120개의 인유두종 바이러스 중 51종과 3종의 아형이 생식기 점막을 감염시킨다. 15가지 유형이 고위험 유형으로 분류되고(16, 18, 31, 33, 35, 39, 45, 51, 52, 56, 58, 59, 68, 73, 82), 3가지 유형이 고위험 가능성이 있는 유형(26, 53, 66), 그밖에 12가지의 저위험 유형(6, 11, 40, 42, 43, 44, 54, 61, 70, 72, 81, 89)이 있다.
콘돔을 사용하면 예방 효과가 없진 않지만, 허벅지 안쪽을 포함한 생식기의 주변까지는 보호하지 못해 감염자의 피부에 노출되어 바이러스의 완벽한 차단은 어렵다.

#### 손을 통한 감염
연구를 통해 성관계를 맺은 사람의 손과 성기 사이에서도 HPV가 전염되는 것으로 밝혀졌다. Hernandez는 평균 7개월 동안 격월로 25쌍의 이성애자 연인들을 대상으로, 각 개인의 생식기와 손의 관계를 실험했다. 그 결과 그녀는 남성의 성기가 여성의 손을 고위험 HPV에 감염시킨 경우, 여성의 손이 남성의 성기를 감염시킨 경우, 여성의 성기가 남성의 손을 감염시킨 경우, 여성이 자신의 손을 감염시킨 경우를 발견했다. 이 25쌍의 연인들에게서 손은 주요 감염원이 아니었지만, 이는 매우 중요한 발견이다.
Partridge에 따르면 남성의 손끝은 생식기의 절반 이상의 비율로 고위험 HPV에서 양성을 띄는 것으로 나타났다. 또한 Winer에 따르면 활발한 성생활을 즐기는 여성의 손끝은 샘플의 14%가 양성인 것으로 나타났다.
성관계를 맺을 때가 아닌, 담백한 손잡기는 HPV 전염에 거의 영향을 미치지 않는 것으로 보인다. Winer는 여성의 손끝에 대한 연구를 시작할 때 성관계 경험이 없는 여성의 14가지 샘플이 모두 음성이라는 것을 밝혔다. 생식기 HPV 감염에 대한 별도의 연구에서는 성관계 경험이 없는 여성의 1%(76명 중 1명)가 HPV에 양성 반응을 보인 반면, 성기의 삽입만 없는 성적 접촉 경험이 있는 여성에게서는 10%의 양성 비율(72명 중 7명)을 보였다.

#### 물건을 통한 감염
예를 들면, 면도기와 같이 바이러스의 오염 가능성이 있는 물건의 공유로 인해 HPV가 전염될 수 있다. 성관계 이외의 경로를 통한 감염은 가능성은 있지만, 여성 생식기 HPV감염의 경우 흔한 일은 아니다. 손가락과 성기의 접촉 또한 가능성이 있는 전염 경로이지만, 이것이 주된 원인일 경우는 거의 없다.

#### 혈액을 통한 감염
과거에는 HPV가 피부와 점막 조직만을 감염시키는 것으로 생각했기 때문에 혈액을 통해 전염될 수 없다고 추정했지만, 최근의 연구에서는 이 개념에 대해 의문을 제기했다. 예로부터 HPV의 DNA는 자궁경부암 환자의 혈액에서 검출되었다. 2005년, 실험의 한 그룹에서는 수혈 후나 모체로부터 바이러스를 받아 HIV(human immunodeficiency virus)에 감염된 57명의 성적인 경험이 없는 소아 환자들의 냉동 혈액 샘플 중 8개(14%)가 HPV-16에 대해서도 양성 반응을 보였다. 이것은 수혈(혈액)을 통해 HPV가 전염될 수 있음을 나타낸다. 그러나 성적 접촉이 아닌 다른 수단에 의한 HPV의 전염은 드물지 않기 때문에, 이것이 혈액 때문임을 확실히 증명할 수 없었다. 2009년, 180명의 건강한 남성의 혈액 샘플을 HPV에 대해 검사한 후 샘플의 15개(8.3%)에서 하나 이상의 변종 바이러스 DNA를 발견했다. 그러나 혈액에서 HPV DNA의 존재를 감지하는 것이 혈액에서 바이러스 자체를 감지하는 것과 같지 않으며, 바이러스 자체가 감염된 개인의 혈액에 존재할 수 있는지의 여부는 아직 알려지지 않았다. 따라서 HPV가 혈액을 통해 전염될 수 있는지는 아직 확실하지 않다. 우려되는 것이 있다면 현재 적십자사에서는 HPV에 양성 반응을 띄는 사람이 헌혈하는 것을 허용하지 않고 있지만, 헌혈시 HPV에 대한 선별 검사는 이루어지지 않고 있다는 것이다.

#### 수술을 통한 감염
병원에서, 특히 외과 의료진에게 HPV가 전염되는 사례가 있었다. 비뇨기과 의사나 같은 방에 있던 누군가가 콘딜로마(사마귀)의 전기 소작술 또는 레이저 절제 중에 유해한 바이러스 입자를 흡입함으로써 HPV에 감염될 수 있다. 항문 콘딜로마 환자에게 레이저 절제술을 시행한 후 광범위한 후두 유두종증이 발병한 레이저 외과 의사의 사례가 보고된 적이 있다.

### 바이러스

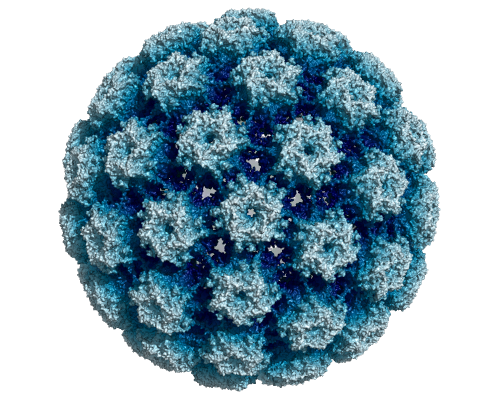
HPV 16형 바이러스 캡시드 단백질의 저온 전자 현미경 구조. Rendered from PDB: 5KEQ

HPV 감염은 그 바이러스가 복제할 수 있는 유일한 조직인 중층상피의 기저세포로 제한된다. 바이러스는 살아있는 조직에 결합할 수 없는 대신, 찰과상이나 기저막의 일부를 노출시키는 다른 상피 외상을 통해 상피 조직을 감염시킨다. 감염 과정은 느리며 전사 시작에 12~24시간이 걸린다. 바이러스들이 기저막과 세포 표면에 존재하는 동안 그와 관련된 항체들이 중화 반응을 하고 있다. HPV 병변은 감염된 기저 표피 세포의 증식에 의해 발병하는 것으로 여겨진다. 일반적으로 성교 중이나 또는 찰과상으로 손상된 상피 장벽을 통해 감염 바이러스에 노출될 때 감염이 일어난다. HPV 감염은 세포 용해가 나타나지 않는다. 오히려 박리된 세포의 변성 결과로 일어난다. HPV는 숙주가 없어도 저온에서 수개월 동안 생존할 수 있다. 만약 발바닥 사마귀가 있는 사람이 맨발로 걸어다니면, 바이러스를 퍼뜨릴 수 있다.
HPV는 약 8000 염기쌍의 게놈을 가진 작은 이중 가닥의 원형 DNA 바이러스이다. HPV의 생명 주기는 숙주의 케라틴 세포 분화 과정을 엄격히 따른다. HPV 비리온은 찰과상을 통해 상피 조직을 감염시키고, 이에 의해 비리온은 인테그린 알파, 라미닌 및 아넥신 A2와 같은 수용체와 결합하여 클라트린 연계 세포내이입(clathrin-mediated endocytosis)이나 HPV 종류에 따라서는 카베올린 연계 세포내이입(caveolin-mediated endocytosis)을 통해 기저 상피 세포로 비리온의 진입을 유도한다. 이때, 바이러스 게놈은 알려지지 않은 기전에 의해 핵으로 수송되어 세포당 10-200개의 바이러스 게놈 복제 개수를 갖는다. 그 후에 숙주의 케라틴 세포가 분열하기 시작하고 상피 상층부에서 점점 더 분화되면서 정교한 전사 케스케이드가 일어난다.

#### 진화
HPV의 다양한 변종의 계통 발생은 일반적으로 호모 사피엔스의 이동 패턴을 반영하며, 이는 HPV가 인간 개체군과 함께 다양화되었을 것임을 의미한다. 연구에 따르면 HPV는 숙주인 인간의 민족성을 반영하는 5가지 주요 가지를 따라 진화했으며 인간 연구와 함께 다양화되었다.
연구자들은 처음에 HPV16의 두 가지 주요 변종인 유럽형(HPV16-E)과 비유럽형(HPV16-NE)을 찾아냈다. 수천 개의 HPV16 게놈을 기반으로 한 최근의 분석에 따르면 실제로 두 개의 큰 분류군이 존재하며, 이는 4개의 계통군(A-D)으로 더 세분화되고 거기서 16개의 하위 분류군(A1-4, B1-4, C1-4, D1-4)으로 더 세분화된다. A1-A3 하위 계통은 유럽 변종들, A4는 아시아 변종들, B1-B4는 아프리카 유형 I 변종들, C1-C4는 아프리카 II 변종들, D1은 북아메리카 변종, D2는 아시아계 미국인 I 변종, D3는 아시아계 미국인 II 변종이다. 하위 계통을 포함한 다양한 계통들은 서로 다른 발암 기능이 있으며, 전체적으로 비유럽 계통들은 암의 위험성을 증가시키는 경향이 있다. HPV16은 DNA 바이러스지만, 다른 계통들 간에 재조합의 흔적이 있다. 3600개 이상의 게놈 분석에 따르면, 그 중 0.3% - 1.2%가 재조합의 가능성이 있다. 따라서 이상적으로는 HPV16의 유전형은 특정 유전자뿐만 아니라 게놈 전체의 모든 유전자를 기반으로 해야 한다.

#### 잠복기
HPV 비리온이 세포를 침범하면 능동적 감염이 일어나 바이러스가 전염될 수 있다. 편평 상피내 병변(SIL)이 발생하고 임상적으로 감지되기까지는 수개월에서 수년이 걸릴 수 있다. 능동적 감염에서 임상적으로 질병을 검출하기까지 걸리는 시간은 역학자가 감염의 원인을 파악하는 데에 어려움을 준다.

### 정리
대부분의 HPV 감염은 의학적 조치나 시퀀스 없이 대부분의 사람들에 의해 제거된다. 아래 표는 고위험 유형(암에서 발견되는 유형)에 대한 정보이다.
| 초기 양성 테스트 후 경과한 시간 | 8개월 | 12개월 | 18개월 |
| ------------------------------- | ----- | ------ | ------ |
| 음성 판정을 받은 남성의 %       | 70%   | 80%    | 100%   |

새로운 감염원이나 지속적인 감염원이 있는 경우, 감염을 치료한다고 해서 항상 면역력이 생기는 것은 아니다. Hernandez의 2005-6년 연구에서는 25쌍의 연인에 대해 "바이러스 제거 후 <상대로부터> 명백한 재감염을 나타내는 사례가 많다"고 서술되었다.

## 위험 요소
평생 흡연(Lifetime smoking)은 69.69%[OR 2.46], 성관계 상대 수(Number of sexual partners)는 64.61%[OR 1.95] 
인유두종 바이러스 감염(en:HPV), 자궁목상피내종양/자궁경부상피내종양(en:Cervical intraepithelial neoplasia)이나 자궁경부암(en:Cervical cancer)의 상대위험도(en:Relative risk)를 높인다.

## 관리
현재 HPV 감염에 대한 명확한 치료법은 없다. 그러나 바이러스 감염은 일반적으로 면역 체계에 의해 감지할 수 없는 수준으로 제거된다. 질병 통제 예방 센터에 따르면, 인체의 면역 체계는 2년 이내에 90%의 사례에서 HPV를 자연적으로 제거한다. 그러나 바이러스가 제거되었는지, 검출할 수 없는 수준으로 줄어들었는지의 여부에 대해서는 전문가들의 의견이 일치하지 않으며, 언제 전염되는지는 알기 어렵다.
후속 조치는 일반적으로 많은 건강 클리닉에서 권장, 시행된다. 치료를 받던 환자 중 일부가 재방문하지 않는 경우가 있기 때문에 치료를 완료하지 못하는 경우도 있다. 전화와 우편같은 일반적인 방법 외에도 문자 메시지나 이메일을 이용하면 치료를 위해 재방문하는 사람의 수를 늘릴 수 있다.

## 치료 후보
'미발행된' 임상 연구에 따르면, 6개월 백급白及 분말(6 months Bletilla striata Powder)은 88.83%[OR 5.9], 6개월 인터페론(6 months Interferon)은 80.87%[OR 4.1], 6개월 인터페론+락토바실러스 질 유산균 캡슐(6 months Interferon+Lactobasilli vaginal capsules)은 106.12%[OR 13] 인유두종 바이러스 감염(en:HPV)이나 편평상피내병터(en:Squamous intraepithelial lesion)를 치료할 수 있다고 한다.

## 참고 문헌
1. ↑  DA (2015), Milner (Archived from the original on 11 September 2017.). 《Diagnostic Pathology: Infectious Diseases. Elsevier Health Sciences. p. 40. ISBN 9780323400374.》.
2. ↑  “"Human papillomavirus (HPV) and cervical cancer"”. WHO. 2016년 6월.
3. ↑  Ljubojevic S, Skerlev M (2014). “"HPV-associated diseases". Clinics in Dermatology. 32 (2): 227–34.”.
4. ↑  “Anjum, Fatima; Zohaib, Jamal (4 December 2020). "Oropharyngeal Squamous Cell Carcinoma". Definitions. StatPearls (Updated ed.).”. Treasure Island (FL): StatPearls Publishing. 2021년 2월 6일.
5. ↑  “"Human papillomavirus (HPV) and cervical cancer". WHO. June 2016.”.
6. ↑  D, Bzhalava; P, Guan; S, Franceschi; J, Dillner; G, Clifford (October 2013). 《"A systematic review of the prevalence of mucosal and cutaneous human papillomavirus types". Virology.doi:10.1016/j.virol.2013.07.015. PMID 23928291.》. 445 (1–2): 224–31.쪽.
7. ↑  “"Human Papillomavirus (HPV) Questions and Answers". CDC.”. 2015년 12월 28일.
8. ↑  DA (2015), Milner (Milner DA (2015). Diagnostic Pathology: Infectious Diseases. Elsevier Health Sciences. p. 40. ISBN 9780323400374. Archived from the original on 11 September 2017.). “Diagnostic Pathology: Infectious Diseases. Elsevier Health Sciences. p. 40. ISBN 9780323400374.”.
9. ↑  “"5 Things You Might Not Know About Human Papillomavirus". CDC.”. 2020년 5월 22일.
10. ↑  “"Human Papilloma Virus (HPV)" WRHA”. 2019년 11월 18일.
11. ↑  J,, Meyers; E,, Ryndock; MJ,, Conway; C, Meyers; R (June 2014)., Robison. “"Susceptibility of high-risk human papillomavirus type 16 to clinical disinfectants" J Antimicrob Chemother. doi:10.1093/jac/dku006. PMC 4019329. PMID 24500190. 69 (6): 1546–50”.
12. ↑  Sawaya GF, Kulasingam S, Denberg TD, Qaseem A. “"Cervical Cancer Screening in Average-Risk Women: Best Practice Advice From the Clinical Guidelines Committee of the American College of Physicians". Annals of Internal Medicine. 162 (12): 851–9. doi:10.7326/M14-2426. PMID 25928075.”.
13. ↑  DA (2015), Milner (Archived from the original on 11 September 2017.). 《Diagnostic Pathology: Infectious Diseases. Elsevier Health Sciences. p. 40. ISBN 9780323400374.》.
14. ↑  “"Global Cancer Observatory: International Agency for Research on Cancer" (PDF). IARC.”. Archived from the original (PDF) on 11 October 2018. Retrieved 16 March 2019.
15. ↑  “Tyring S, Moore AY, Lupi O (2016). Mucocutaneous Manifestations of Viral Diseases: An Illustrated Guide to Diagnosis and Management (2nd ed.). CRC Press. p. 207. ISBN 9781420073133.”.
16. ↑  “M Al Aboud A, Nigam PK. "Wart (Plantar, Verruca Vulgaris, Verrucae)". Stat Pearls. Retrieved 4 December 2019.”.
17. ↑  “Antonsson A, Forslund O, Ekberg H, Sterner G, Hansson BG (December 2000). "The ubiquity and impressive genomic diversity of human skin papillomaviruses suggest a commensalic nature of these viruses". Journal of Virology. 74 (24): 11636–41. doi:10.1128/JVI.74.24.11636-11641.2000. PMC 112445. PMID 11090162.”.
18. ↑  “Al Aboud, Ahmad M.; Nigam, Pramod K. (11 August 2020). "Wart". StatPearls. Treasure Island (FL): StatPearls Publishing.”.
19. ↑  “World Cancer Report 2014. World Health Organization. 2014. pp. Chapter 5.12. ISBN 978-9283204299.”.
20. ↑  “Greer CE, Wheeler CM, Ladner MB, Beutner K, Coyne MY, Liang H, et al. (August 1995). "Human papillomavirus (HPV) type distribution and serological response to HPV type 6 virus-like particles in patients with genital warts". Journal of Clinical Microbiology. 33 (8): 2058–63. doi:10.1128/jcm.33.8.2058-2063.1995. PMC 228335. PMID 7559948.”.
21. ↑  “"Human Papillomavirus". Medscape. 16 October 2018. Archived from the original on 29 November 2016.”.
22. ↑  “World Cancer Report 2014. World Health Organization. 2014. pp. Chapter 5.12. ISBN 978-9283204299.”.
23. ↑  “Sinal SH, Woods CR (October 2005). "Human papillomavirus infections of the genital and respiratory tracts in young children". Seminars in Pediatric Infectious Diseases. 16 (4): 306–16. doi:10.1053/j.spid.2005.06.010. PMID 16210110.”.
24. ↑  “"Photos of larynx Papillomas — Voice Medicine, New York". Voicemedicine.com. Archived from the original on 12 June 2010. Retrieved 29 August 2010.”.
25. ↑  “Sinal SH, Woods CR (October 2005). "Human papillomavirus infections of the genital and respiratory tracts in young children". Seminars in Pediatric Infectious Diseases. 16 (4): 306–16. doi:10.1053/j.spid.2005.06.010. PMID 16210110.”.
26. ↑  “Anjum, Fatima; Zohaib, Jamal (4 December 2020). "Oropharyngeal Squamous Cell Carcinoma". Definitions. StatPearls (Updated ed.). Treasure Island (FL): StatPearls Publishing. doi:10.32388/G6TG1L. PMID 33085415. S2CID 229252540. Bookshelf ID: NBK563268. Retrieved 6 February 2021 – via NCBI.”.
27. ↑  “Pahud BA, Ault KA (December 2015). "The Expanded Impact of Human Papillomavirus Vaccine". Infectious Disease Clinics of North America (Review). 29 (4): 715–24. doi:10.1016/j.idc.2015.07.007. PMID 26610422.”.
28. ↑  “Nowińska K, Ciesielska U, Podhorska-Okołów M, Dzięgiel P (2017). "The role of human papillomavirus in oncogenic transformation and its contribution to the etiology of precancerous lesions and cancer of the larynx: A review". Advances in Clinical and Experimental Medicine. 26 (3): 539–547. doi:10.17219/acem/67461. PMID 28791831.”.
29. ↑  “Bolt J, Vo QN, Kim WJ, McWhorter AJ, Thomson J, Hagensee ME, et al. (November 2005). "The ATM/p53 pathway is commonly targeted for inactivation in squamous cell carcinoma of the head and neck (SCCHN) by multiple molecular mechanisms". Oral Oncology. 41 (10): 1013–20. doi:10.1016/j.oraloncology.2005.06.003. PMID 16139561.”.
30. ↑  “Parkin DM (June 2006). "The global health burden of infection-associated cancers in the year 2002". International Journal of Cancer. 118 (12): 3030–44. doi:10.1002/ijc.21731. PMID 16404738. S2CID 10042384.”.
31. ↑  “Viens LJ, Henley SJ, Watson M, Markowitz LE, Thomas CC, Thompson TD, et al. (July 2016). "Human Papillomavirus-Associated Cancers - United States, 2008-2012". MMWR. Morbidity and Mortality Weekly Report. 65 (26): 661–6. doi:10.15585/mmwr.mm6526a1. PMID 27387669.”.
32. ↑  “Karagas MR, Waterboer T, Li Z, Nelson HH, Michael KM, Bavinck JN, et al. (July 2010). "Genus beta human papillomaviruses and incidence of basal cell and squamous cell carcinomas of skin: population based case-control study". BMJ. 341: c2986. doi:10.1136/bmj.c2986. PMC 2900549. PMID 20616098.”.
33. ↑  “Baseman JG, Koutsky LA (March 2005). "The epidemiology of human papillomavirus infections". Journal of Clinical Virology. 32 Suppl 1 (Suppl 1): S16-24. doi:10.1016/j.jcv.2004.12.008. PMID 15753008. Overall, these DNA-based studies, combined with measurements of type-specific antibodies against HPV capsid antigens, have shown that most (>50%) sexually active women have been infected by one or more genital HPV types at some point in time [S17]."”.
34. ↑  “Ault KA (2006). "Epidemiology and natural history of human papillomavirus infections in the female genital tract". Infectious Diseases in Obstetrics and Gynecology. 2006 Suppl: 40470. doi:10.1155/IDOG/2006/40470. PMC 1581465. PMID 16967912.”.
35. ↑  “Arbyn, Tommasino, Depuydt, Dillner (15 August 2014). "Are 20 human papillomavirus types causing cervical cancer?". The Journal of Pathology. 234 (4): 431–435. doi:10.1002/path.4424. PMID 25124771. S2CID 7775411.”.
36. ↑  “Denny LA, Franceschi S, de Sanjosé S, Heard I, Moscicki AB, Palefsky J (November 2012). "Human papillomavirus, human immunodeficiency virus and immunosuppression". Vaccine. 30 Suppl 5: F168-74. doi:10.1016/j.vaccine.2012.06.045. PMID 23199960. Archived from the original on 8 November 2019. Retrieved 28 November 2019.”.
37. ↑  “Dugué PA, Rebolj M, Garred P, Lynge E (January 2013). "Immunosuppression and risk of cervical cancer". Expert Review of Anticancer Therapy. 13 (1): 29–42. doi:10.1586/era.12.159. PMID 23259425. S2CID 26312718.”.
38. ↑  “Gagliardi, Alessia; Porter, Vanessa L.; Zong, Zusheng; Bowlby, Reanne; Titmuss, Emma; Namirembe, Constance; Griner, Nicholas B.; Petrello, Hilary; Bowen, Jay; Chan, Simon K.; Culibrk, Luka (August 2020). "Analysis of Ugandan cervical carcinomas identifies human papillomavirus clade–specific epigenome and transcriptome landscapes". Nature Genetics. 52 (8): 800–810. doi:10.1038/s41588-020-0673-7. ISSN 1061-4036. PMC 7498180. PMID 32747824.”.
39. ↑  “Greenblatt RJ (2005). "Human papillomaviruses: Diseases, diagnosis, and a possible vaccine". Clinical Microbiology Newsletter. 27 (18): 139–145. doi:10.1016/j.clinmicnews.2005.09.001.”.
40. ↑  “Abudula A, Rouzi N, Xu L, Yang Y, Hasimu A. Tissue-based metabolomics reveals potential biomarkers for cervical carcinoma and HPV infection. Bosn J of Basic Med Sci. 2020Feb.5;20(1):78-7. PMID 31465717 PMCID: PMC7029203 DOI: 10.17305/bjbms.2019.4359”.
41. ↑  “Freitas LB, Chen Z, Muqui EF, Boldrini NA, Miranda AE, Spano LC, Burk RD (1 July 2014). "Human papillomavirus 16 non-European variants are preferentially associated with high-grade cervical lesions". PLOS ONE. 9 (7): e100746. Bibcode:2014PLoSO...9j0746F. doi:10.1371/journal.pone.0100746. PMC 4077691. PMID 24983739.”.
42. ↑  “Burd EM, Dean CL (August 2016). Hayden RT, Wolk DM, Carroll KC, Tang YC (eds.). "Human Papillomavirus". Microbiology Spectrum. Diagnostic Microbiology of the Immunocompromised Host (Second ed.). American Society of Microbiology. 4 (4): 177–195. doi:10.1128/microbiolspec.dmih2-0001-2015. ISBN 9781555819033. PMID 27726787.”.
43. ↑  “Burd EM, Dean CL (August 2016). Hayden RT, Wolk DM, Carroll KC, Tang YC (eds.). "Human Papillomavirus". Microbiology Spectrum. Diagnostic Microbiology of the Immunocompromised Host (Second ed.). American Society of Microbiology. 4 (4): 177–195. doi:10.1128/microbiolspec.dmih2-0001-2015. ISBN 9781555819033. PMID 27726787.”.
44. ↑  “Burd EM, Dean CL (August 2016). Hayden RT, Wolk DM, Carroll KC, Tang YC (eds.). "Human Papillomavirus". Microbiology Spectrum. Diagnostic Microbiology of the Immunocompromised Host (Second ed.). American Society of Microbiology. 4 (4): 177–195. doi:10.1128/microbiolspec.dmih2-0001-2015. ISBN 9781555819033. PMID 27726787.”.
45. ↑  “Gillison ML, Koch WM, Capone RB, Spafford M, Westra WH, Wu L, et al. (May 2000). "Evidence for a causal association between human papillomavirus and a subset of head and neck cancers". Journal of the National Cancer Institute. 92 (9): 709–20. doi:10.1093/jnci/92.9.709. PMID 10793107.”.
46. ↑  “Gillison ML (December 2006). "Human papillomavirus and prognosis of oropharyngeal squamous cell carcinoma: implications for clinical research in head and neck cancers". Journal of Clinical Oncology. 24 (36): 5623–5. doi:10.1200/JCO.2006.07.1829. PMID 17179099. S2CID 32491893.”.
47. ↑  “Parkin DM (June 2006). "The global health burden of infection-associated cancers in the year 2002". International Journal of Cancer. 118 (12): 3030–44. doi:10.1002/ijc.21731. PMID 16404738. S2CID 10042384.”.
48. ↑  “Ernster JA, Sciotto CG, O'Brien MM, Finch JL, Robinson LJ, Willson T, Mathews M (December 2007). "Rising incidence of oropharyngeal cancer and the role of oncogenic human papilloma virus". The Laryngoscope. 117 (12): 2115–28. doi:10.1097/MLG.0b013e31813e5fbb. PMID 17891052. S2CID 38017888.”.
49. ↑  “"Lung Cancer Risk Rises in the Presence of HPV Antibodies". Archived from the original on 27 April 2012.”.
50. ↑  “Syrjänen K, Syrjänen S, Kellokoski J, Kärjä J, Mäntyjärvi R (1989). "Human papillomavirus (HPV) type 6 and 16 DNA sequences in bronchial squamous cell carcinomas demonstrated by in situ DNA hybridization". Lung. 167 (1): 33–42. doi:10.1007/BF02714928. PMID 2537916. S2CID 2094038.”.
51. ↑  “Carpagnano GE, Koutelou A, Natalicchio MI, Martinelli D, Ruggieri C, Di Taranto A, et al. (October 2011). "HPV in exhaled breath condensate of lung cancer patients". British Journal of Cancer. 105 (8): 1183–90. doi:10.1038/bjc.2011.354. PMC 3208494. PMID 21952627.”.
52. ↑  “Klein F, Amin Kotb WF, Petersen I (July 2009). "Incidence of human papilloma virus in lung cancer". Lung Cancer. 65 (1): 13–8. doi:10.1016/j.lungcan.2008.10.003. PMID 19019488.”.
53. ↑  “Moore M (12 November 2007). "Tree man 'who grew roots' may be cured". The Daily Telegraph. London. Archived from the original on 13 November 2007.”.
54. ↑  “Patel T, Morrison LK, Rady P, Tyring S (2010). "Epidermodysplasia verruciformis and susceptibility to HPV". Disease Markers. 29 (3–4): 199–206. doi:10.1155/2010/345436. PMC 3835378. PMID 21178278.”.
55. ↑  “HPV and Cancer - NCI” (영어). 2019년 3월 1일. 2022년 5월 5일에 확인함.
56. ↑  CDC (2020년 10월 29일). “Human Papillomavirus (HPV) Infection” (미국 영어). 2022년 5월 5일에 확인함.
57. ↑  “인유두종 바이러스 감염증 | 질환백과 | 의료정보 | 건강정보 | 서울아산병원”. 2022년 5월 5일에 확인함.
58. ↑  Miyague, André Hadyme; Mauad, Fernando Marum; Martins, Wellington de Paula; Benedetti, Augusto César Garcia; Ferreira, Ana Elizabeth Gomes de Melo Tavares; Mauad-Filho, Francisco (2015). “Ultrasound scan as a potential source of nosocomial and crossinfection: a literature review”. 《Radiologia Brasileira》 48 (5): 319–323. doi:10.1590/0100-3984.2014.0002. ISSN 0100-3984. PMC 4633077. PMID 26543284. |제목=에 라인 피드 문자가 있음(위치 74) (도움말)
59. 1 2  Heymann MD (2015). 〈299-300〉. 《Control of communicable diseases manual : an official report of the American Public Health Association》 20판. Washington, DC: Apha Press. ISBN 0-87553-018-4.
60. ↑  Sinal, Sara H.; Woods, Charles R. (2005년 10월 1일). “Human Papillomavirus Infections of the Genital and Respiratory Tracts in Young Children”. 《Seminars in Pediatric Infectious Diseases》. Sexually and Perinatally Transmitted Diseases in Childhood-Presentations, Evaluation, and Implications (영어) 16 (4): 306–316. doi:10.1053/j.spid.2005.06.010. ISSN 1045-1870.
61. ↑  Burchell, Ann N.; Winer, Rachel L.; de Sanjosé, Silvia; Franco, Eduardo L. (2006년 8월 21일). “Chapter 6: Epidemiology and transmission dynamics of genital HPV infection”. 《Vaccine》. HPV Vaccines and Screening in the Prevention of Cervical Cancer (영어) 24: S52–S61. doi:10.1016/j.vaccine.2006.05.031. ISSN 0264-410X.
62. ↑  Schmitt, Markus; Depuydt, Christophe; Benoy, Ina; Bogers, Johannes; Antoine, Jerome; Arbyn, Marc; Pawlita, Michael; on behalf of the VALGENT Study Group (2013년 5월 15일). “Prevalence and viral load of 51 genital human papillomavirus types and three subtypes”. 《International Journal of Cancer》 (영어) 132 (10): 2395–2403. doi:10.1002/ijc.27891.
63. ↑  Muñoz, Nubia; Bosch, F. Xavier; de Sanjosé, Silvia; Herrero, Rolando; Castellsagué, Xavier; Shah, Keerti V.; Snijders, Peter J.F.; Meijer, Chris J.L.M. (2003년 2월 6일). “Epidemiologic Classification of Human Papillomavirus Types Associated with Cervical Cancer”. 《New England Journal of Medicine》 348 (6): 518–527. doi:10.1056/NEJMoa021641. ISSN 0028-4793. PMID 12571259.
64. 1 2  Hernandez, Brenda Y.; Wilkens, Lynne R.; Zhu, Xuemei; Thompson, Pamela; McDuffie, Katharine; Shvetsov, Yurii B.; Kamemoto, Lori E.; Killeen, Jeffrey; Ning, Lily (2008년 6월). “Transmission of Human Papillomavirus in Heterosexual Couples”. 《Emerging Infectious Diseases》 14 (6): 888–894. doi:10.3201/eid1406.070616.2. ISSN 1080-6040. PMC 2600292. PMID 18507898.
65. ↑  Giuliano, Anna R.; Nielson, Carrie M.; Flores, Roberto; Dunne, Eileen F.; Abrahamsen, Martha; Papenfuss, Mary R.; Markowitz, Lauri E.; Smith, Danelle; Harris, Robin B. (2007년 10월 15일). “The Optimal Anatomic Sites for Sampling Heterosexual Men for Human Papillomavirus (HPV) Detection: The HPV Detection in Men Study”. 《The Journal of infectious diseases》 196 (8): 1146–1152. doi:10.1086/521629. ISSN 0022-1899. PMC 3904649. PMID 17955432.
66. 1 2  Winer, Rachel L.; Hughes, James P.; Feng, Qinghua; Xi, Long Fu; Cherne, Stephen; O’Reilly, Sandra; Kiviat, Nancy B.; Koutsky, Laura A. (2010년 7월). “DETECTION OF GENITAL HPV TYPES IN FINGERTIP SAMPLES FROM NEWLY SEXUALLY ACTIVE FEMALE UNIVERSITY STUDENTS”. 《Cancer epidemiology, biomarkers & prevention : a publication of the American Association for Cancer Research, cosponsored by the American Society of Preventive Oncology》 19 (7): 1682–1685. doi:10.1158/1055-9965.EPI-10-0226. ISSN 1055-9965. PMC 2901391. PMID 20570905.
67. ↑  Winer, Rachel L.; Lee, Shu-Kuang; Hughes, James P.; Adam, Diane E.; Kiviat, Nancy B.; Koutsky, Laura A. (2003년 2월 1일). “Genital Human Papillomavirus Infection: Incidence and Risk Factors in a Cohort of Female University Students”. 《American Journal of Epidemiology》 157 (3): 218–226. doi:10.1093/aje/kwf180. ISSN 0002-9262.
68. ↑  “Genital Warts”. 2022년 5월 5일에 확인함.
69. ↑  Pao, C.; Tsai, P.; Chang, Y. L.; Hsieh, T.; Jin, J. Y. (2005). “Possible non-sexual transmission of genital human papillomavirus infections in young women”. 《European Journal of Clinical Microbiology and Infectious Diseases》. doi:10.1007/BF01967118.
70. ↑  “Reproductive Hazards”. 2022년 5월 5일에 확인함.
71. 1 2  Krueger, Hans; Stuart, Gavin; Gallagher, Richard; Williams, Dan (2010년 4월 12일). 《HPV and Other Infectious Agents in Cancer: Opportunities for Prevention and Public Health》 (영어). Oxford University Press. ISBN 978-0-19-977438-8.
72. ↑  Chen, A.; Keleher, A.; Kedda, M.; Spurdle, A.; McMillan, N.; Antonsson, A. (2009). “Human papillomavirus DNA detected in peripheral blood samples from healthy Australian male blood donors”. 《Journal of medical virology》. doi:10.1002/jmv.21592.
73. ↑  “대한적십자사 혈액관리본부 전자문진 헌혈 자격조건”. 2022년 5월 5일에 확인함.
74. 1 2 3  Watson, Richard A (2005). “Human Papillomavirus: Confronting the Epidemic—A Urologist’s Perspective”. 《Reviews in Urology》 7 (3): 135–144. ISSN 1523-6161. PMC 1477576. PMID 16985824.
75. ↑  Guan, Jian; Bywaters, Stephanie M.; Brendle, Sarah A.; Ashley, Robert E.; Makhov, Alexander M.; Conway, James F.; Christensen, Neil D.; Hafenstein, Susan (2017년 2월 7일). “Cryoelectron Microscopy Maps of Human Papillomavirus 16 Reveal L2 Densities and Heparin Binding Site”. 《Structure》 (영어) 25 (2): 253–263. doi:10.1016/j.str.2016.12.001. ISSN 0969-2126. PMID 28065506.
76. 1 2  Schiller, John T.; Day, Patricia M.; Kines, Rhonda C. (2010년 6월). “Current understanding of the mechanism of HPV infection”. 《Gynecologic oncology》 118 (1 Suppl): S12–S17. doi:10.1016/j.ygyno.2010.04.004. ISSN 0090-8258. PMC 3493113. PMID 20494219.
77. ↑  “Human Papillomavirus (HPV): Practice Essentials, Background, Pathophysiology”. 2021년 7월 22일.
78. ↑  Raff, Adam B.; Woodham, Andrew W.; Raff, Laura M.; Skeate, Joseph G.; Yan, Lisa; Da Silva, Diane M.; Schelhaas, Mario; Kast, W. Martin (2013년 6월). “The Evolving Field of Human Papillomavirus Receptor Research: a Review of Binding and Entry”. 《Journal of Virology》 87 (11): 6062–6072. doi:10.1128/JVI.00330-13. ISSN 0022-538X. PMC 3648114. PMID 23536685.
79. ↑  Chen, Zigui; Schiffman, Mark; Herrero, Rolando; DeSalle, Rob; Anastos, Kathryn; Segondy, Michel; Sahasrabuddhe, Vikrant V.; Gravitt, Patti E.; Hsing, Ann W. (2011년 5월 27일). “Evolution and Taxonomic Classification of Human Papillomavirus 16 (HPV16)-Related Variant Genomes: HPV31, HPV33, HPV35, HPV52, HPV58 and HPV67”. 《PLoS ONE》 6 (5): e20183. doi:10.1371/journal.pone.0020183. ISSN 1932-6203. PMC 3103539. PMID 21673791.
80. ↑  Zuna, Rosemary E; Tuller, Erin; Wentzensen, Nicolas; Mathews, Cara; Allen, Richard A; Shanesmith, Rebecca; Dunn, S Terence; Gold, Michael A; Wang, Sophia S (2011년 10월 28일). “HPV16 variant lineage, clinical stage, and survival in women with invasive cervical cancer”. 《Infectious Agents and Cancer》 6: 19. doi:10.1186/1750-9378-6-19. ISSN 1750-9378. PMC 3226431. PMID 22035468.
81. 1 2  Mirabello, Lisa; Clarke, Megan A.; Nelson, Chase W.; Dean, Michael; Wentzensen, Nicolas; Yeager, Meredith; Cullen, Michael; Boland, Joseph F.; Schiffman, Mark (2018년 2월 13일). “The Intersection of HPV Epidemiology, Genomics and Mechanistic Studies of HPV-Mediated Carcinogenesis”. 《Viruses》 10 (2): 80. doi:10.3390/v10020080. ISSN 1999-4915. PMC 5850387. PMID 29438321.
82. 1 2 3 4  Nikolaidis, Marios; Tsakogiannis, Dimitris; Bletsa, Garyfalia; Mossialos, Dimitris; Kottaridi, Christine; Iliopoulos, Ioannis; Markoulatos, Panayotis; Amoutzias, Grigoris D. (2021년 10월). “HPV16-Genotyper: A Computational Tool for Risk-Assessment, Lineage Genotyping and Recombination Detection in HPV16 Sequences, Based on a Large-Scale Evolutionary Analysis”. 《Diversity》 (영어) 13 (10): 497. doi:10.3390/d13100497. ISSN 1424-2818.
83. ↑  Mirabello, Lisa; Yeager, Meredith; Cullen, Michael; Boland, Joseph F.; Chen, Zigui; Wentzensen, Nicolas; Zhang, Xijun; Yu, Kai; Yang, Qi (2016년 4월 29일). “HPV16 Sublineage Associations With Histology-Specific Cancer Risk Using HPV Whole-Genome Sequences in 3200 Women”. 《Journal of the National Cancer Institute》 (영어) 108 (9): djw100. doi:10.1093/jnci/djw100. ISSN 0027-8874.
84. ↑  Jiang, Mingjun; Xi, Long Fu; Edelstein, Zoe R.; Galloway, Denise A.; Olsem, Gary J.; Lin, William Chun-Che; Kiviat, Nancy B. (2009년 11월 10일). “Identification of Recombinant Human Papillomavirus Type 16 Variants”. 《Virology》 394 (1): 8–11. doi:10.1016/j.virol.2009.08.040. ISSN 0042-6822. PMC 2769496. PMID 19758676.
85. ↑  Giuliano, Anna R.; Lu, Beibei; Nielson, Carrie M.; Flores, Roberto; Papenfuss, Mary R.; Lee, Ji-Hyun; Abrahamsen, Martha; Harris, Robin B. (2008년 9월 15일). “Age-Specific Prevalence, Incidence, and Duration of Human Papillomavirus Infections in a Cohort of 290 US Men”. 《The Journal of Infectious Diseases》 198 (6): 827–835. doi:10.1086/591095. ISSN 0022-1899.
86. 1 2  “STD Facts - Human papillomavirus (HPV)” (미국 영어). 2022년 4월 18일. 2022년 5월 7일에 확인함.
87. ↑  “HPV Vaccine Information For Young Women” (미국 영어). 2022년 4월 18일. 2022년 5월 7일에 확인함.
88. ↑  “ACS :: What Are the Risk Factors for Cervical Cancer?”. 2008년 2월 19일. 2008년 2월 19일에 원본 문서에서 보존된 문서. 2022년 5월 7일에 확인함.
89. ↑  “What Are the Treatment Options for HPV?” (영어). 2022년 5월 7일에 확인함.
90. ↑  Gilbert, Lisa K.; Alexander, Linda; Grosshans, Joanne F.; Jolley, Leigh (2003년 3월). “Answering Frequently Asked Questions About HPV”. 《Sexually Transmitted Diseases》 (미국 영어) 30 (3): 193–194. ISSN 0148-5717.
91. ↑  “Updated U.S. Public Health Service guidelines for the management of occupational exposures to HIV and recommendations for postexposure prophylaxis.”. 2022년 5월 7일에 확인함.
92. ↑  Desai, Monica; Woodhall, Sarah C.; Nardone, Anthony; Burns, Fiona; Mercey, Danielle; Gilson, Richard (2015년 8월 1일). “Active recall to increase HIV and STI testing: a systematic review”. 《Sexually Transmitted Infections》 (영어) 91 (5): 314–323. doi:10.1136/sextrans-2014-051930. ISSN 1368-4973. PMID 25759476.
93. ↑  Yiqian T, Qing T, Ning D, Cai X (2023). “Evaluation of the clinical efcacy of vaginal treatment options for persistent high-risk human papillomavirus infection after excisional treatment of cervical high-grade squamous intraepithelial lesions: a systematic review and Bayesian network meta-analysis” (PDF). 《BMC》: 12. 밴쿠버 양식 오류 (도움말)